# Климат Лондона

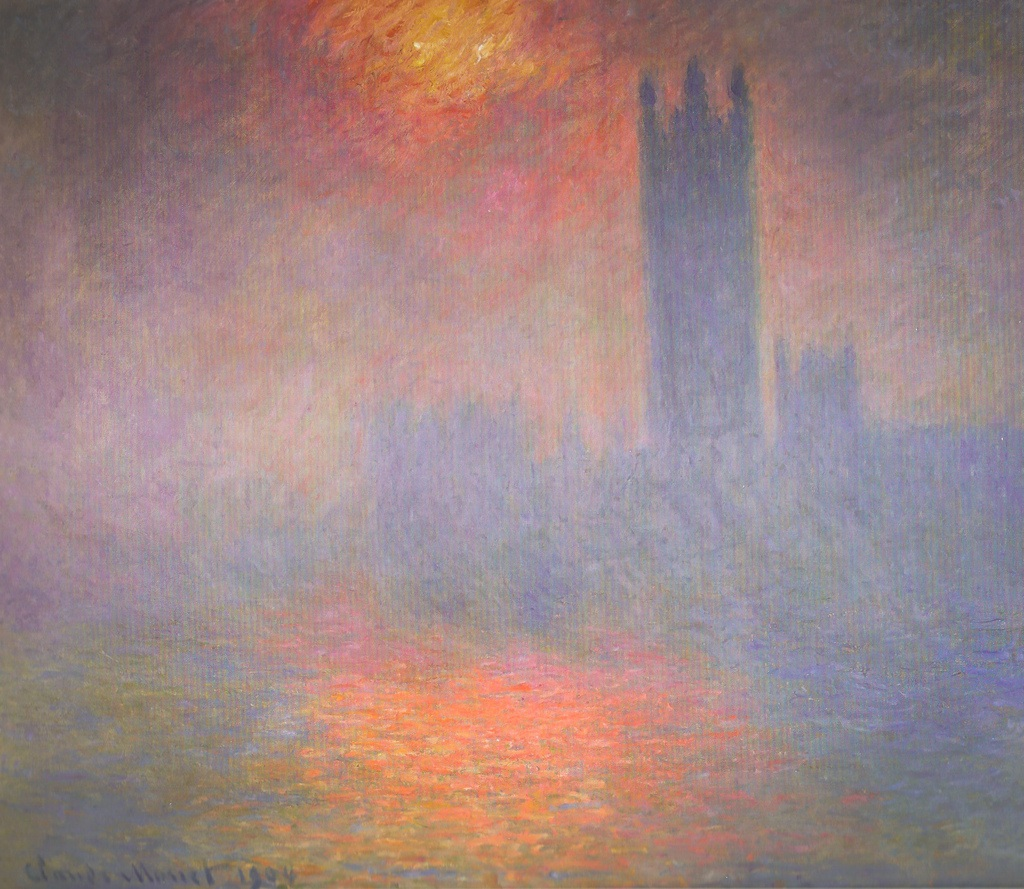
Так изобразил Клод Моне здание британского парламента, окутанное туманом

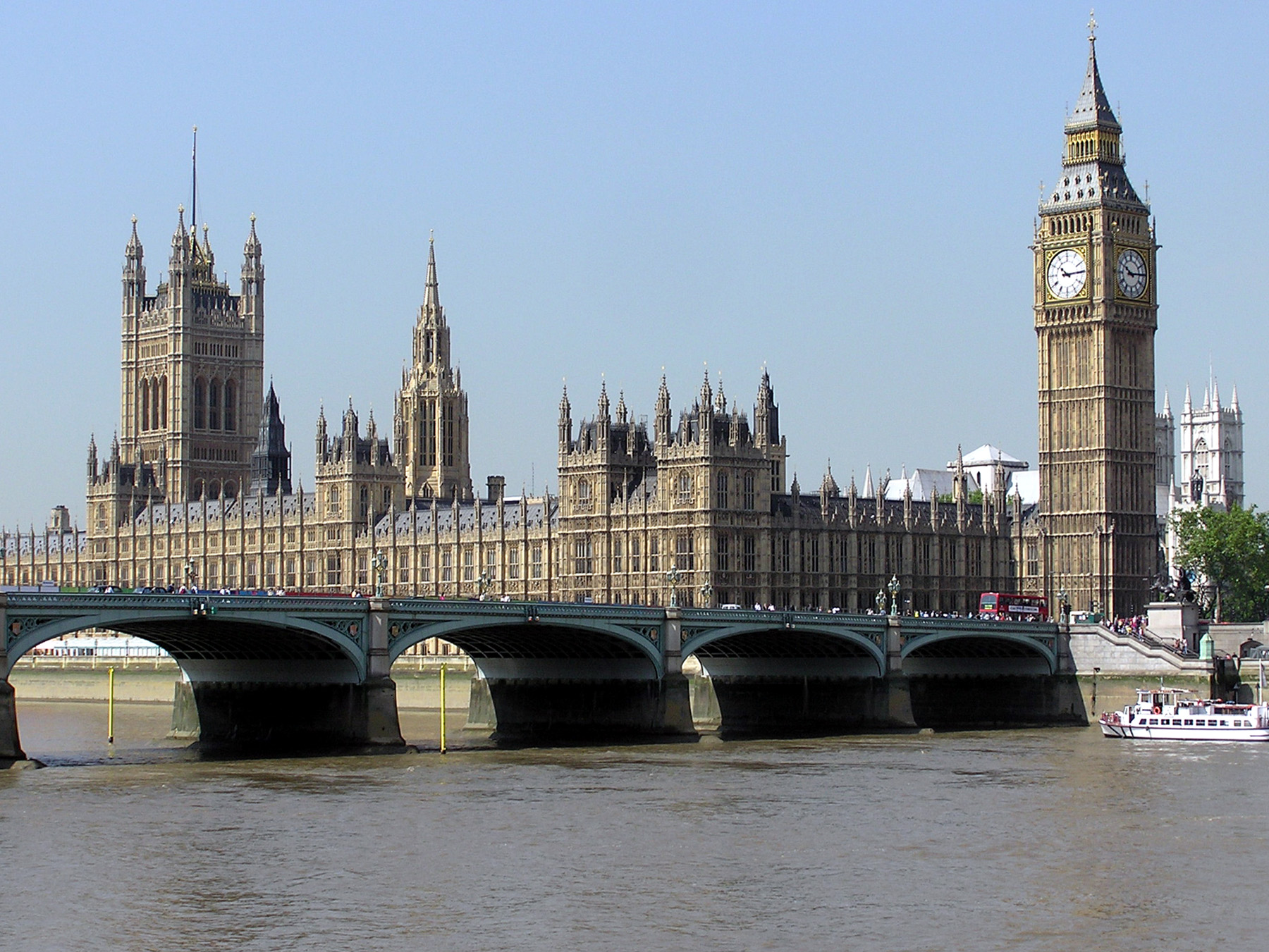
То же здание в ясную погоду

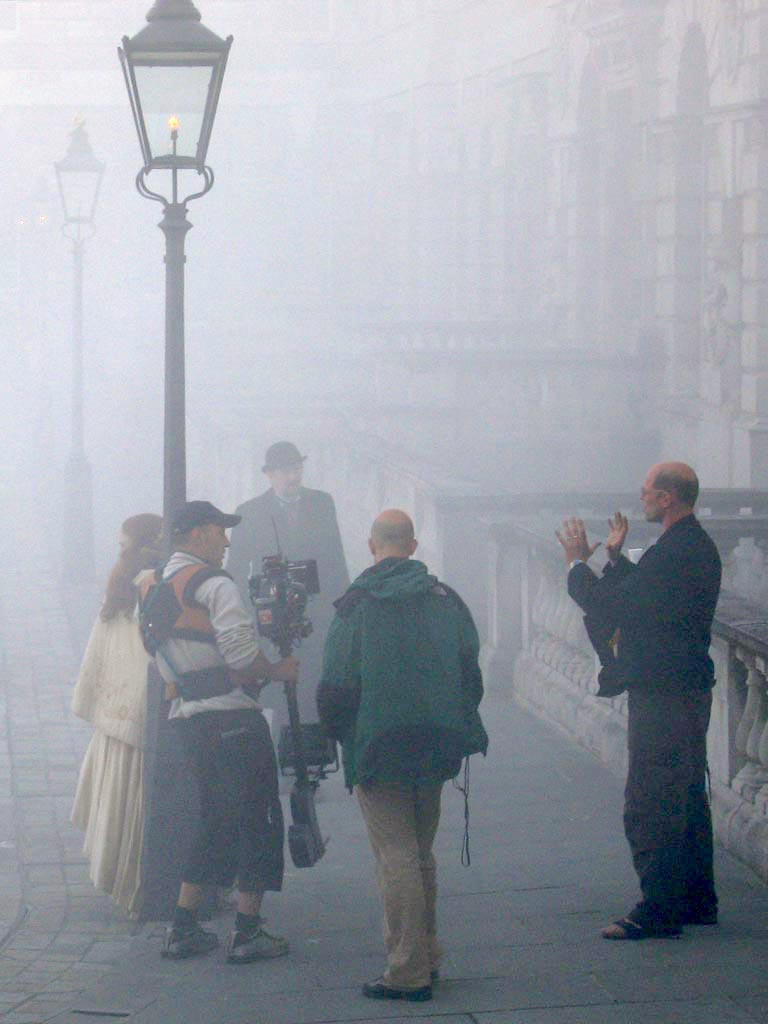
На съёмках фильма о Шерлоке Холмсе смог пришлось имитировать при помощи дымоиспускающей машины

Климат Лондона отличается мягкостью и умеренностью в течение всего года. Летом здесь тепло, но редко жарко. Дневная температура летом редко поднимается выше 20 °C, хотя в последние годы отмечается более жаркая летняя погода. Рекордная жара наблюдалась в 2003 году, когда температура достигла 38,1 °C. Зимой прохладно, но не морозно, ночью температура, как правило, не опускается ниже 0 °C. Снегопады редки. Снежный покров сохраняется лишь около 5 дней в году и высота снежного покрова незначительна (около 25 мм). Среднегодовое количество осадков составляет 584 мм, что меньше, чем в Риме или Сиднее. Городской массив создает собственный микроклимат. Поэтому температура в городе зачастую выше, чем в соседних с городом районах, особенно при ясной погоде в предрассветные часы.
Мягкость климатических условий связана с наличием тёплого Северо-Атлантического течения, омывающего западное побережье Европы. Ветры, дующие с Атлантического океана, летом приносят прохладу, а зимой — тепло.
В таблице приводятся климатические данные за период с 1971 по 2000 годы (измерения произведены на метеорологической обсерватории в Гринвиче).
| Месяц    | Макс. темп. (C) | Мин. темп. (C) | Ниже нуля (дни) | Солнечно (часы) | Осадки (мм) | Дождливые дни >1 мм | Относительная влажность (%) |
| -------- | --------------- | -------------- | --------------- | --------------- | ----------- | ------------------- | --------------------------- |
| Январь   | 7,9             | 2,4            | 7,4             | 45,9            | 51,9        | 10,9                | 88                          |
| Февраль  | 8,2             | 2,2            | 7,4             | 66,1            | 34,0        | 8,1                 | 84                          |
| Март     | 10,9            | 3,8            | 2,9             | 103,2           | 42,0        | 9,8                 | 79                          |
| Апрель   | 13,3            | 5,2            | 1,1             | 147,0           | 45,2        | 9,3                 | 73                          |
| Май      | 17,2            | 8,0            | 0,1             | 185,4           | 47,2        | 8,5                 | 72                          |
| Июнь     | 20,2            | 11,1           | 0,0             | 180,6           | 53,0        | 8,4                 | 70                          |
| Июль     | 22,8            | 13,6           | 0,0             | 190,3           | 38,3        | 7,0                 | 72                          |
| Август   | 22,6            | 13,3           | 0,0             | 194,4           | 47,3        | 7,2                 | 75                          |
| Сентябрь | 19,3            | 10,9           | 0,0             | 139,2           | 56,9        | 8,7                 | 80                          |
| Октябрь  | 15,2            | 8,0            | 0,3             | 109,7           | 61,5        | 9,3                 | 85                          |
| Ноябрь   | 10,9            | 4,8            | 3,0             | 60,6            | 52,3        | 9,3                 | 88                          |
| Декабрь  | 8,8             | 3,3            | 6,9             | 37,8            | 54,0        | 10,1                | 89                          |
| За год   | 14,8            | 7,2            | 29,1            | 1461,0          | 583,6       | 106,5               | 80                          |

## Температура воздуха
| Показатель                        | Янв. | Фев. | Март | Апр. | Май  | Июнь | Июль | Авг. | Сен. | Окт. | Нояб. | Дек. | Год   |
| --------------------------------- | ---- | ---- | ---- | ---- | ---- | ---- | ---- | ---- | ---- | ---- | ----- | ---- | ----- |
| Средний максимум, °C              | 7,7  | 8,3  | 11,8 | 15,5 | 18,5 | 21,8 | 24,3 | 23,0 | 20,3 | 16,3 | 11,5  | 8,9  | 15,7  |
| Средняя температура, °C           | 5,4  | 5,7  | 8,0  | 11,0 | 13,9 | 17,0 | 19,4 | 18,5 | 16,0 | 13,0 | 8,9   | 6,5  | 11,9  |
| Средний минимум, °C               | 3,0  | 3,0  | 4,2  | 6,4  | 9,3  | 12,2 | 14,5 | 13,9 | 11,6 | 9,7  | 6,3   | 4,1  | 8,2   |
| Норма осадков, мм                 | 66,0 | 49,4 | 36,0 | 35,3 | 39,9 | 38,9 | 39,9 | 54,1 | 37,5 | 45,8 | 70,8  | 58,4 | 572,2 |
| Источник: www.weatheronline.co.uk |      |      |      |      |      |      |      |      |      |      |       |      |       |

| Максимальная и минимальная среднемесячная температура за период 1764—2013 гг. | Максимальная и минимальная среднемесячная температура за период 1764—2013 гг. | Максимальная и минимальная среднемесячная температура за период 1764—2013 гг. | Максимальная и минимальная среднемесячная температура за период 1764—2013 гг. | Максимальная и минимальная среднемесячная температура за период 1764—2013 гг. | Максимальная и минимальная среднемесячная температура за период 1764—2013 гг. | Максимальная и минимальная среднемесячная температура за период 1764—2013 гг. | Максимальная и минимальная среднемесячная температура за период 1764—2013 гг. | Максимальная и минимальная среднемесячная температура за период 1764—2013 гг. | Максимальная и минимальная среднемесячная температура за период 1764—2013 гг. | Максимальная и минимальная среднемесячная температура за период 1764—2013 гг. | Максимальная и минимальная среднемесячная температура за период 1764—2013 гг. | Максимальная и минимальная среднемесячная температура за период 1764—2013 гг. |
| Месяц                                                                         | Янв                                                                           | Фев                                                                           | Мар                                                                           | Апр                                                                           | Май                                                                           | Июн                                                                           | Июл                                                                           | Авг                                                                           | Сен                                                                           | Окт                                                                           | Ноя                                                                           | Дек                                                                           |
| Самый тёплый, °C                                                              | 8,1                                                                           | 8,1                                                                           | 9,6                                                                           | 13,7                                                                          | 15,4                                                                          | 18,7                                                                          | 22,2                                                                          | 20,8                                                                          | 18,3                                                                          | 14,4                                                                          | 10,6                                                                          | 8,7                                                                           |
| Самый холодный, °C                                                            | −3,3                                                                          | −1,6                                                                          | 0,3                                                                           | 3,8                                                                           | 8,8                                                                           | 11,4                                                                          | 13,9                                                                          | 13,5                                                                          | 10,9                                                                          | 6,3                                                                           | 2,7                                                                           | −1,4                                                                          |
| ----------------------------------------------------------------------------- | ----------------------------------------------------------------------------- | ----------------------------------------------------------------------------- | ----------------------------------------------------------------------------- | ----------------------------------------------------------------------------- | ----------------------------------------------------------------------------- | ----------------------------------------------------------------------------- | ----------------------------------------------------------------------------- | ----------------------------------------------------------------------------- | ----------------------------------------------------------------------------- | ----------------------------------------------------------------------------- | ----------------------------------------------------------------------------- | ----------------------------------------------------------------------------- |

## Лондонский туман
Существует стереотипное представление, что Лондон постоянно окутан плотным туманом. На самом деле, туман был характерен для Лондона в прошлом, в годы, когда Англия была в авангарде индустриализации и многочисленные фабрики покрывали её небо дымом. Дома в Лондоне отапливались углем. Дым из труб смешивался с туманом, образуя смог, имевший в народе прозвище «Лондонский особый» («London particular») или «гороховый суп» благодаря своему буро-жёлтому цвету и густоте. В настоящее время туманных дней в Лондоне около сорока пяти в год. Особенно часты туманы в январе и феврале. Случается, что туман серьёзно затрудняет движение транспорта, однако густой жёлтый смог, печально прославивший лондонский климат, ушёл в прошлое.

## Английская погода в литературе
Джером К. Джером так писал об английской погоде в своей книге «Трое в лодке, не считая собаки»:

Но кому нужно знать погоду заранее? И без того плохо, когда она портится, зачем же ещё мучиться вперёд? Прорицатель, приятный нам, — это старичок, который в какое-нибудь совсем уже мрачное утро, когда нам особенно необходима хорошая погода, опытным глазом оглядывает горизонт и говорит:

— О нет, сэр, я думаю, прояснится. Погода будет хорошая, сэр.

— Ну, он-то знает, — говорим мы, дружески прощаясь с ним и пускаясь в путь. — Удивительно, как эти старички знают все приметы.

И мы испытываем к этому человеку расположение, на которое нисколько не влияет то обстоятельство, что погода не прояснилась и дождь непрерывно лил весь день. «Он сделал всё, что мог», — думаем мы.

К человеку же, который предвещает плохую погоду, мы, наоборот, питаем самые злобные, мстительные чувства.

— Ну как, по-вашему, прояснится? — весело кричим мы ему, проезжая мимо.

— Нет, сэр. Боюсь, что дождь зарядил на весь день, — отвечает он, качая головой.

— Старый дурак! — бормочем мы про себя. — Много он понимает! — И если его пророчества сбываются, мы, возвращаясь домой, ещё больше злимся на него, думая про себя, что и он тоже отчасти тут виноват.

«Знак четырёх» Артура Конана Дойля:

Был сентябрьский вечер, около семи часов. С самого утра стояла отвратительная погода. И сейчас огромный город окутывала плотная пелена тумана, то и дело переходящего в дождь. Мрачные, грязного цвета тучи низко нависли над грязными улицами. Фонари на Стрэнде расплывались дымными жёлтыми пятнами, отбрасывая на мокрый тротуар поблёскивающие круги. Освещенные окна магазинов бросали через улицу, полную пешеходов, полосы слабого, неверного сияния, в котором, как белые облака, клубился туман. В бесконечной процессии лиц, проплывавших сквозь узкие коридоры света, — лиц печальных и радостных, угрюмых и весёлых, — мне почудилось что-то жуткое, будто двигалась толпа привидений.